# James Baxter (animador)
James Thelonius Baxter (Bristol, 24 de mayo de 1967) es un animador de personajes británico.

## Biografía
Primero fue conocido por su trabajo en varias películas de Walt Disney Animation Studios, incluidos varios personajes en Quién engañó a Roger Rabbit, Bella en La bella y la bestia, Rafiki en El rey león y Quasimodo en El jorobado de Notre Dame .
Después de El jorobado de Notre Dame, Baxter se pasó a DreamWorks Animation y trabajó en películas como El príncipe de Egipto, El camino hacia El Dorado, Spirit: El Corcel Indomable, Shrek 2 y Madagascar . A principios de 2005, Baxter dejó DreamWorks y se estableció por su cuenta como animador independiente. Se convirtió en director de su propio estudio, James Baxter Animation en Pasadena, California, donde dirigió la animación de la película Encantada de 2007 y los créditos iniciales de Kung Fu Panda de DreamWorks. Recibió un premio Annie por trabajar en Kung Fu Panda. En 2008, Baxter cerró su estudio y regresó a DreamWorks como supervisor de animación. Mientras estuvo en DreamWorks, Baxter trabajó en películas como Monstruos vs. Aliens, Cómo entrenar a tu dragón y Los Croods . En 2017, Baxter dejó DreamWorks una vez más y se fue a trabajar a Netflix .
En mayo de 2013, Baxter fue animador invitado en un episodio de la quinta temporada de Hora de Aventura titulado " James Baxter El Caballo ". La historia del episodio se centró en los personajes principales que intentan emular a un caballo que puede alegrar a todos relinchando su nombre (James Baxter) y balanceándose sobre una pelota de playa. Tanto la animación como la voz en inglés del personaje fueron proporcionadas por Baxter. La tarjeta de título del episodio presenta un dibujo del caballo dibujando un caballo en una pelota de playa, mientras está sentado en una mesa de animación. Un segundo episodio que se centra en los orígenes del personaje, "Caballo y Balón", se emitió durante la octava temporada del programa con Baxter una vez más animando y dándole voz al personaje en inglés.

## Filmografía
| Año  | Título                                                                                         | Créditos                                                            | Personajes                                       |
| ---- | ---------------------------------------------------------------------------------------------- | ------------------------------------------------------------------- | ------------------------------------------------ |
| 1988 | ¿Quien engañó a Roger Rabbit?                                                                  | Animador: Animación                                                 |                                                  |
| 1989 | Tummy Trouble (Cortometraje)                                                                   | Animador                                                            |                                                  |
| 1989 | La Sirenita                                                                                    | Animación de Personajes                                             | Ariel                                            |
| 1990 | Patoaventuras: La película - El tesoro de la lámpara perdida                                   | Animación de Personajes                                             |                                                  |
| 1990 | Bernardo y Bianca en Cangurolandia (Hispanoamérica) Los Rescatadores en Cangurolandia (España) | Animación de Personajes                                             | Joanna, Rescue Aid Society Mice, Insects, Wilbur |
| 1991 | La Bella y la Bestia                                                                           | Supervisor de Animación                                             | Bella                                            |
| 1993 | The Making of "The Hitch-Hiker's Guide to the Galaxy" (Documental)                             | Animación Adicional                                                 |                                                  |
| 1994 | El Rey León                                                                                    | Supervisor de Animación                                             | Rafiki                                           |
| 1996 | El Jorobado de Notre Dame                                                                      | Diseño de Personajes / Desarrollo Visual / Supervisor de Animación  | Quasimodo                                        |
| 1998 | El Principe de Egipto                                                                          | Animador                                                            | Moisés                                           |
| 2000 | El Camino Hacia El Dorado                                                                      | Supervisor de Animación                                             | Tulio                                            |
| 2002 | Spirit: El Corcel Indomable                                                                    | Supervisor de Animación                                             | Spirit                                           |
| 2003 | Sinbad: La Leyenda de los Siete Mares                                                          | Supervisor de Animación                                             | Sinbad                                           |
| 2004 | Shrek 2                                                                                        | Supervisor de Animación                                             |                                                  |
| 2005 | Madagascar                                                                                     | Supervisor de Animación Adicional                                   |                                                  |
| 2006 | George el Curioso                                                                              | Supervisor de Animación: James Baxter Animation                     |                                                  |
| 2007 | Encantada                                                                                      | Supervisor de Animación: James Baxter Animation                     |                                                  |
| 2008 | Kung Fu Panda                                                                                  | Director de Animación: Secuencias de Sueños, James Baxter Animation |                                                  |
| 2008 | Kung Fu Panda: Los Secretos de los Cinco Furiosos (Corto)                                      | Agradecimientos Especiales                                          |                                                  |
| 2009 | Monstruos vs. Aliens                                                                           | Animador                                                            |                                                  |
| 2010 | Cómo Entrenar a tu Dragón                                                                      | Animador                                                            |                                                  |
| 2010 | Kung Fu Panda: El Festival de Invierno (Cortometraje para Televisión)                          | Animador                                                            |                                                  |
| 2011 | Adam and Dog                                                                                   | Animador                                                            |                                                  |
| 2012 | Gravity Falls (Serie de Televisión)                                                            | Animación Adicional – 2 Episodios                                   |                                                  |
| 2012 | El Origen de los Guardianes                                                                    | Artista Conceptual – No Acreditado                                  |                                                  |
| 2013 | Los Croods                                                                                     | Director de Animación de Personajes.Animador: Secuencia 2D          |                                                  |
| 2013 | Hora de Aventura (TV Series)                                                                   | Voz / Animador – 2 Episodios. Diseño de personajes – 1 Episodio     | James Baxter el Caballo                          |
| 2014 | Cómo Entrenar a tu Dragón 2                                                                    | Supervisor de Animación                                             | Valka                                            |
| 2016 | Trolls                                                                                         | Animación Adicional                                                 |                                                  |
| 2017 | Un Show Más (Serie de Televisión)                                                              | Animación Adicional – 1 Episodio                                    |                                                  |
| 2017 | Samurai Jack (Serie de Televisión)                                                             | Animación Adicional - 1 Episodio                                    |                                                  |
| 2018 | El Regreso de Mary Poppins                                                                     | Animador                                                            |                                                  |
| 2019 | Steven Universe (Serie de Televisión)                                                          | Animación Adicional - 1 Episodio                                    | Steven Universe                                  |
| 2019 | Klaus                                                                                          | Animador                                                            |                                                  |
| 2020 | Close Enough                                                                                   | Animación del título                                                |                                                  |
| 2020 | Wolfwalkers: Espíritu de lobo                                                                  | Animador                                                            |                                                  |
| 2021 | Vivo                                                                                           | Desarrollo 2D                                                       |                                                  |
| 2021 | Centaurworld                                                                                   | Animador - No Acreditado                                            |                                                  |